# Lactobacillus oris
Lactobacillus oris  è una specie di batterio appartenente alla famiglia delle Lactobacillaceae.